# Kermes vermilio
La caparreta de l'alzina (Kermes vermilio) és una espècie d'hemípter esternorrinc de la família Kermesidae. És un fitoparàsit xuclador fix que suposa una plaga pels arbres del gènere Quercus, fonamentalment alzines (Quercus ilex).

## Descripció
És un insecte hemípter, l'ordre d'insectes amb la boca tipus picador-xuclador i amb ales membranoses o sense ales, marcat per un gran dimorfisme sexual, és a dir, hi ha una gran diferència entre mascles i femelles.
Mentre els mascles són vermellosos, amb un parell d'ales, tres parells de potes, dos filaments blancs a la part terminal de l'abdomen i amb orifici bucal no funcional, amb maxil·lars no desenvolupats que els impedeix alimentar-se, motiu pel qual tenen una vida fugaç. Les femelles adultes romanen als branquillons, tenen les potes i les antenes atrofiades, per tant, no es poden moure. Són rodones i tenen una tonalitat marró-ataronjat, amb una coberta cerosa que les protegeix. Les nimfes tenen un contorn oval, color vermell intens i estan recobertes per una pel·lícula cerosa que segreguen per uns tubercles disposats a la cutícula del ventre.

## Cicle biològic

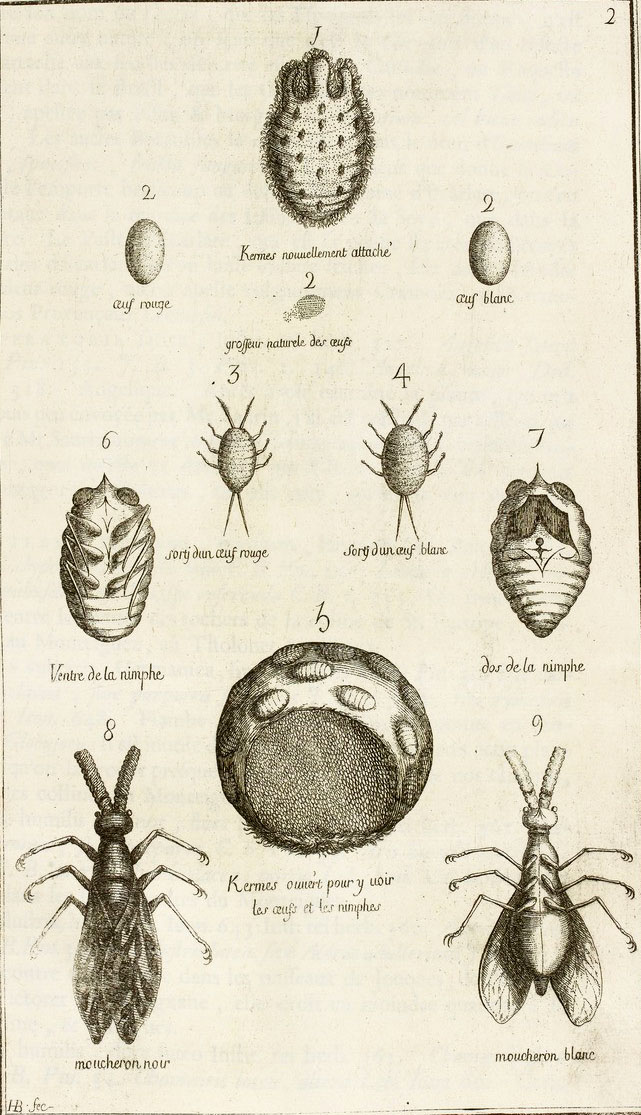
dimorfisme sexual de Kermes Vermilio

El seu cicle biològic és anual. Es reprodueixen sexualment donant lloc a larves femelles que completen el cicle biològic. Els mascles tenen metamorfosi completa; en canvi, les femelles són ametàboles. A començaments d'estiu, quan la temperatura mitjana s'apropa als 25 °C, les femelles realitzen la posta d'uns 2.000 ous de tonalitat vermellosa, que queden protegits pel cos de la femella ja morta. Si aquesta temperatura s'assoleix massa tard, moltes femelles moren sense arribar a realitzar la posta. Les larves nounades surten per sota de la coberta i colonitzen les parts més tendres de l'arbre en les quals es fixaran.
Les larves es fixen a l'escorça, preferentment a la base del pecíol de les fulles, a les gemmes o a les axil·les de les branques, clavant l'estilet per alimentar-se. Quan les larves ja s'han fixat, comencen el seu creixement, que s'interromp per les baixes temperatures de l'hivern i es reprèn quan aquestes són més favorables, a principis de primavera. Les larves de 1r estadi es recobreixen de secrecions ceroses i hivernen. A finals de febrer les larves muden a 2n estadi (línia masculina) i 2n i 3r estadi (línia femenina), per finalment pupar.

## Espècies afectades
Aquesta caparreta afecta els arbres del gènere Quercus, fonamentalment alzines (Quercus ilex). El garric (Q. coccifera) va ser històricament important com a planta hoste de la caparreta, de la qual s'obtenia el carmesí o carmí (colorant vermell) natural porpra per a tenyir seda i també com a colorant alimentari.
La distribució d'aquest insecte en les masses d'espècies del gènere Quercus és molt àmplia i resulta característica que les alzines afectades amb major freqüència són les que creixen de forma aïllada, concretament als marges del camp de cultiu. L'increment de la presència d'aquest insecte sembla estar relacionada amb les condicions climatològiques existents, que poden afavorir el seu desenvolupament, així com afectar els enemics naturals d'aquesta caparreta i les condicions vegetatives de l'arbre, fent-les més vulnerables a l'atac.

## Detecció
Es constata l'existència de la plaga en observar-se símptomes de caiguda de la massa foliar, amb branquillons terminals secs i una defoliació parcial o total de l'arbre. Després d'una anàlisi visual del fullatge es detecta la presència de femelles adultes o restos d'elles, localitzades normalment a la base del pecíol de les fulles, a les gemmes o les axil·les de les branques.

## Mitjans de control
Els tractaments químics pel control d'aquest insecte tenen poca efectivitat degut a la secreció cerosa que recobreix la femella i que dificulta l'acció dels insecticides. Sovint els biocides es descarten per la inexistència de productes eficaços i pel cost del tractament que rarament compensa els danys. Només es recomana realitzar tractaments químics quan l'atac sigui molt intens i en anys consecutius. El moment òptim per realitzar els tractaments és a l'estiu, entre la darrera setmana de juny i la primera d'agost, ja que les larves nounades, abans de fixar-se, estan actives uns 15 dies, període en què es desplacen cap als brots extrems, i encara no han secretat les ceres que les impermeabilitzen. Alguns dels pesticides amb efectivitan són: confidor, wingtip i fenitrotio.
Habitualment els enemics naturals (paràsits, depredadors o fongs entomo patògens, que causa malalties a insectes i àcars) són capaços de controlar la tassa poblacional en masses forestals, mantenint els llindars de la caparreta a nivells adequats per a que no esdevinguin plaga. Entre altres, es podrien destacar la marieta del pi, Exochomus quadripustulatus, coleòpter coccinèl·lid que s'alimenta de les larves de Kermes Vermilio tant en el seu estat larvari com en el seu estat adult, i la família d'Himenòpters Platigasteridae, una família de vespes parasitàries.
Altres parasitoides poden ser la família encírtids, Metaphycus hispanicus i Methaphycus hitipennis, la presència dels quals era compatible en alguns casos amb la posta parcial de la femella. En canvi, en presència de l'hiperparasitoid encírtid Cheiloneurus claviger (Thompson, 1876), amb nombroses larves per cada femella, impedia que aquesta fes cap posta. Amb el clima fred i humit, s'han trobat femelles de la caparreta atacades per fongs.
En les plantacions de tòfona mediterrànies s'ha comprovat que insectes paràsits i depredadors són suficients per controlar la plaga.. De la mateixa manera, també s'ha estudiat l'acció de substàncies tensioactives per combatre les poblacions que puguin posar en perill la producció d'un peu. Es tracta d'un sabó en suspensió amb aigua aplicat mitjançant polvorització que ha donat bons resultats com a controlador de poblacions d'aquests insectes.
Si l'afecció és molt greu el tractament idoni és la intervenció silvícola mitjançant l'extracció dels peus més afectats, millorant així les condicions de vida de les alzines i reduint en certa manera l'estrès ocasionat per la sequera.

## Danys ocasionats
Com la resta de coccoïdeus, provoca danys directes sobre els arbres colonitzats deguts a la succió de saba. Mitjançant les picadures produïdes per les larves i les femelles adultes es produeix una debilitació de l'arbre, induint l'esgrogueïment progressiu de les fulles que disminueix la seva capacitat fotosintètica, l'assecament de branquillons terminals i la reducció de la quantitat de brots. Generalment, la presència de Kermes Vermilio no produeix greus conseqüències  per l'arbrat. Els danys no comprometen la supervivència de l'alzina; Generalment, després d'un atac massiu de l'insecte, que pot provocar quasi la total defoliació, l'arbre se sol recuperar.
És possible que Kermes vermilio sigui un insecte vector d'altres malalties com la seca de l'alzina, Dryomia lichtensteini, que pot provocar la defoliació i mort de les alzines de les deveses o de les muntanyes del sud d'Espanya. A aquest insecte els poden acompanyar altres agents habituals a les alzines mediterrànies com Lachnus roboris, Aceria ilicis (àcar) o Diplodia mutila.

## Afectacions econòmiques
Els danys, que són molt visibles, no tenen una gran rellevància ja que rarament provoca la mort dels exemplars. A més de tractar-se generalment de masses naturals de garrics i alzines, les afectacions en termes econòmics són molt limitades. Tanmateix, a causa del seu cicle o la violència dels seus atacs, pot ser un problema per les plantacions de tòfona.

## Àrea geogràfica afectada
L'augment de la presencia d'aquest paràsit està directament relacionat amb l'augment de les temperatures i la pèrdua de biodiversitat. Aquesta caparreta és força comuna al territori de Catalunya. Els climes temperats i secs afavoreixen l'atac de la caparreta. Ha sigut detectada en països amb climes atlàntics i continentals com l'Algèria, Còrsega, Creta, Sicília, Turquia, França, Grècia, el Marroc, Itàlia, Portugal, Espanya. En ser una caparreta associada a una espècie concreta d'arbrat la seva distribució natural i històrica està relacionada amb la distribució del gènere Quercus, especialment, Quercus Ilex.
A Catalunya, els primers danys importants es van apreciar l'any 1997. La primera vegada que es dona avís de la plaga és a l'alzina mil·lenària de Mas Borbó situada al terme municipal de L'Aleixar, al Baix Camp, l'any 1996. A Catalunya, A partir de 1987, les seves poblacions van començar a incrementar-se de manera alarmant a la zona de Tarragona, Mont-roig i Cambrils, i també van augmentar al Vallès Occidental, l'Alt Empordà, el Baix Penedès, l'Alt Penedès, el Garraf i fins a la comarca del Solsonès (800 metres d'altura). La proliferació d'aquest insecte ha estat espectacular, ha afectat fins i tot boscos de 4–5 ha i ha produït sovint la mort d'alzines madures. Les poblacions d'aquest insecte han continuat proliferant des de l'any 1987 fins a l'any 2002 a causa de l'augment de les temperatures, directament relacionat amb l'expansió de la plaga. L'estiu de 2002 va tenir unes condicions meteorològiques de pluja i fred inusuals que van fer caure'n les poblacions de manera generalitzada a totes les zones on estava causant problemes tret de les comarques de l'Alt i el Baix Empordà, on la climatologia no va ser tan diferent envers els anys anteriors.

## Valor cultural

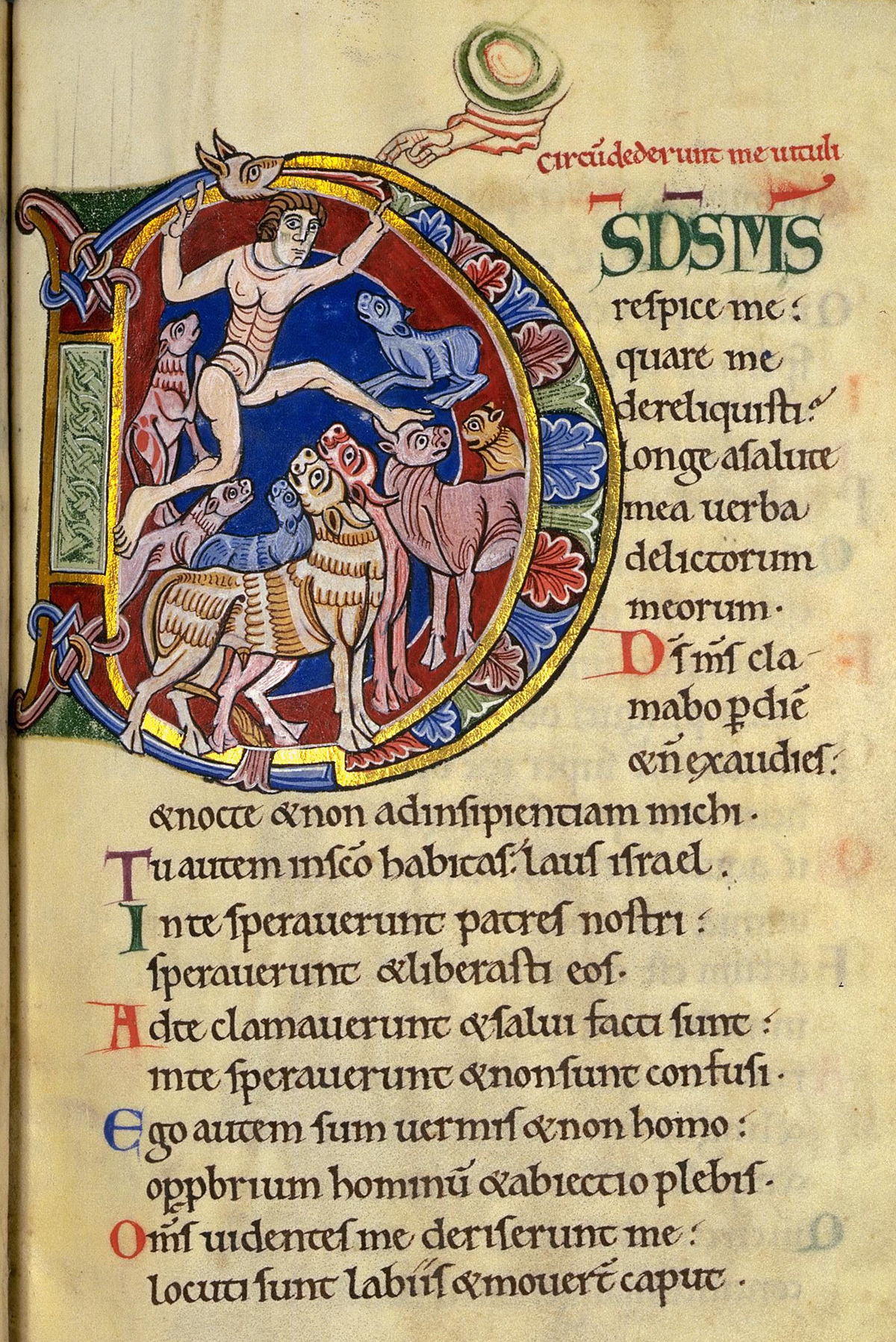
Salm 22, Déu meu, per què m’has abandonat?

De les femelles fecundades d'aquest paràsit s'obté l'àcid quermèsic que s'utilitza com a colorant natural per tenyir sedes i inclús com a colorant alimentari. Està citat en bibliografia del segle XII. Els cossos secs de Kermes Vermilio s'usaven per fer colorant vermell, "Crimson" (NR4) a Europa abans que aquests fossin substituïts pel colorant obtingut de les caparretes del nopal Dactylopius coccus, de les que calia una quantitat molt inferior, ja que per fer carmesí amb Kermes Vermilio calien deu o dotze vegades més cotxinilles. Etimològicament, el color "Carmesí", que designa un "color vermell encès" i prové de l'àrab qürmiz ("kermes") fent referència a Kermes Vermilio.
Així doncs, l'existència de la caparreta de les alzines en territoris mediterranis és present des de l'antiguitat. Es probable que la caparreta de les alzines fos utilitzada en textos bíblics en un sentit metafòric. Estudis sobre el Salm 22:6 "Soc un cuc i no un home" indiquen que aquest "Cuc" traduït de "tola" fa referència a Kermes Vermilio. La paraula "tola" també s'utilitza a Isaïes s 41:14 "Poble de Jacob, que ets com un cuc". En ambdós casos es fa referència a Kermes Vermilio prové com una metàfora de la persona que pateix com un sacrifici expiratori, morint enganxat l'arbre i sacrificant-se per poder vestir a l'altre de glòria.